# Датская Гвинея
Датская Гвинея, или Датский Золотой Берег (дат. Den danske Guldkyst) — колонии Дании в Западной Африке, на побережье Гвинейского залива. Сначала они управлялись Датской Вест-Индской компанией, затем стали непосредственными владениями датской короны (коронными владениями Дании).

## История
В 1625 году в Копенгагене была создана Датская Вест-Индская компания, которая получила право на торговлю с поселениями в Вест-Индии, Бразилии, Виргинии и Гвинее. Однако успехов в «гвинейском направлении», кроме создания в 1643 году нескольких торговых факторий на побережье, не наблюдалось. Интерес к колонии вновь возник только в 1650-х годах — начались более-менее регулярные рейсы торговых судов из Дании к Гвинее и обратно. В 1659 году на западе колонии был заложен форт Фредериксборг, а спустя два года — Кристиансборг. В 1664 году у стен Фредериксборга высадился голландский десант и начал осаду, однако датчанам удалось привлечь на свою сторону англичан, которые разгромили голландцев и помогли датчанам взять под контроль форт Каролусборг, расположенный на западной оконечности Золотого Берега.
Однако впоследствии начался упадок колонии — связь с метрополией стала ненадёжной, оборотного капитала стало недоставать, чиновники, присылаемые из Копенгагена, предавались пьянству и расхищали казну колонии. Помимо этого, в колонии не было удобных гаваней. В 1754 году Датская Вест-Индская компания была ликвидирована, и вся её собственность перешла в руки государства.
В 1780 году началась очередная англо-голландская война, в связи с чем датчане заняли голландские форты в Гвинее, а по окончании войны отказались их покинуть, а местные племена, бывшие ранее под голландским покровительством, присягнули королю Дании. В 1783 году по инициативе губернатора Кёге в дельте реки Вольты был заложен форт Конгенстен, после чего в 50 километрах на восток от него был заложен форт Принсенстен в Кета, а также цепь из пяти фортов вдоль 250 километровой береговой полосы. В том же году было основано Королевское Датское Балтийское и Гвинейское торговое общество, создавшее «треугольную торговую систему»: из Копенгагена в Гвинею отправляли ружья, пёстрые ткани, спиртное и скобяные товары, в Гвинее на те же суда грузили рабов, предназначенных для вест-индских плантаций, а оттуда в Данию везли сахар-сырец и ром. В 1785 году племена, живущие к востоку от нижнего течения Вольты, принесли присягу королю Дании, а в 1787 году были построены форты Аугустаборг (близ городка Теши) и Исеграм (Fort Isegram) (близ селения Кпоне).
В 1802 году губернатор колонии Йоханн Врисберг распространил власть короля Дании на область Бимбия и заложил плантации в Камеруне. В 1803 году, впервые в мире, вступило в силу положение 1792 года о запрете работорговли (хотя некоторое время она в Гвинее и продолжалась нелегально, по причине явного попустительства датских властей). В 1818 году датчане предприняли попытку продать свою колонию американцам, но с американцами не удалось договориться.
В 1811 году датские плантации были разорены аборигенами. Вероятно, причиной этого стал отказ датчан защитить аборигенов от набегов со стороны государства Ашанти. В 1824 году англичане, которым ашанти тоже сильно досаждали, развернули против них боевые действия, в чём датчане их поддержали. В составе датского войска состояли негры — их королева Докуа Акимская лично вела солдат в бой, за что Фредерик VI даровал ей серебряный меч. В 1826 году ашанти попытались взять штурмом Кристиансборг, однако датчане при помощи англичан отбили атаку. В решающем сражении, которое произошло в горах Аквапим (севернее датских владений), армия ашанти была наголову разбита. В итоге горная область Аквапим перешла под власть Дании. Однако это приобретение стало причиной соперничества с англичанами, которые в 1836 году организовали восстание против датского короля. Датчане сумели подавить восстание. В 1847 году произошло новое восстание, также подавленное.
30 марта 1850 года все датские колонии в Гвинее были проданы Великобритании за 10 000 фунтов стерлингов и вошли в состав Британского Золотого Берега.

## Управление
Должность главного колониального администратора с 1658 года называлась Opperhoved (на русский язык может переводиться как «начальник поселений»). Начиная с 1766 года Датская Гвинея стала управляться официальным губернатором.

## В искусстве
- «Золотой берег» — датско-шведский фильм 2015 года, действия которого разворачиваются на территории Датской Гвинеи во времена короля Фредерика VI.